# Kyani Akti (Poros)
Kyani Akti (griechisch Κυανή Ακτή = Blaue Küste) ist eine Ortschaft auf der Insel Poros. Sie liegt auf dem Inselteil Kalavria etwa 1 km östlich der Brücke, die die beiden Inselteile verbindet.
Im 18. Jahrhundert gehörte die Gegend von Askeli zum Besitz des Klosters Zoodochos Pigi, das hier die Felder bewirtschaftete. Zu dieser Zeit gab es auch ein Aquädukt von dem heute noch ein etwa 60 m langer Teil im Ortsteil Askeli erhalten ist. Am Strand errichtete man eine kleine einschiffige Kapelle, die der Entschlafung Marias geweiht war. 1952 spendete das Kloster das Land an Bedürftige und so entstand der Ort Askeli. Am 5. April 1981 wurde Kyani Akti erstmals als Siedlung in der Gemeinde Poros ausgewiesen. 10 Jahre später am 17. März 1991 wurden die Siedlungen Aliki, Artemis und Lemonodasos, die alle auf dem gegenüberliegenden Festland liegen, aufgelöst und der Siedlung Kyani Akti angegliedert. 
Da Kyani Akti an der beliebten Askeli-Badebucht liegt entwickelte es sich schnell zu dem wichtigsten Touristenort auf der Insel. Es eignet sich ideal als Ausgangspunkt für Wanderungen zum Kloster Zoodochos Pigi, zum Poseidon-Heiligtum von Kalaureia und zum Kavos Vassili. Es gibt mehrere markierte Wanderrouten. Ein weiterer markierter Wanderweg führt durch den Kyani Akti angegliederten Lemonodasos (griechisch Λεμονοδάσος = Zitronenhain) auf dem Festland. Hier bedecken Zehntausende  Zitronenbäume die Berghänge.